# Соколов, Иван Глебович
Иван Глебович Соколов (род. 29 августа 1960, Москва) — российский композитор, пианист и музыковед.

## Биография
Родился в семье историка античного искусства Г. И. Соколова. В 1978 году окончил Музыкальное училище имени Гнесиных (класс фортепиано И. И. Наумовой). В 1983 году — Московскую государственную консерваторию по двум специальностям: как композитор — теоретико-композиторский факультет, композиторское отделение, класс профессора Н. Н. Сидельникова; как пианист — фортепианный факультет, класс профессора Л. Н. Наумова. В 1986 году окончил ассистентуру-стажировку Московской консерватории (руководитель — профессор Н. Н. Сидельников).
С 1988 года преподает в МГК им. П.И. Чайковского.
С 1990 года член Ассоциации современной музыки. С 1987 член Союза композиторов СССР, после распада СССР — член Союза композиторов России.
С 2012 года в Москве проводятся Соколовские фестивали, посвященные творчеству композитора, пианиста и музыковеда.
В декабре 2017 года в Государственном институте искусствознания состоялась защита кандидатской диссертации музыковеда и пианистки Натальи Ручкиной, посвященной творчеству Ивана Соколова, «Композиторское творчество Ивана Соколова: становление „простого“ стиля».
С 2018 года по творчеству И. Соколова проводится Международный мультимедийный конкурс пианистов и музыковедов «Земля и Небо».

## Педагогическая и просветительская деятельность
В 1988—1994 годах и с 2005 года по настоящее время преподаёт в Московской государственной консерватории. В 1988—1994 годах — на кафедре инструментовки и чтения партитур, с 2005-го — на кафедре междисциплинарных специализаций музыковедов. Ведёт курс «Теория музыкального содержания» (пианисты, струнники, аспиранты-иностранцы, теоретики)
Ведёт факультатив по фортепианной музыке XX—XXI веков, с 2007 года — на факультете исторического и современного исполнительского искусства (камерный ансамбль). С 2006 по 2011 преподавал в Российской академии музыки имени Гнесиных (класс специального фортепиано, ассистент В. М. Троппа). В 1986—1994 годах преподавал также в Академическом музыкальном училище при Московской консерватории и в ДМШ при Музыкальном училище (композиция, импровизация).
Широкую известность получил авторский цикл лекций Ивана Соколова «От Баха до наших дней», состоящий из 280 выпусков. На сегодняшний день цикл закончен. Ведется работа по публикации новых курсов лекций "Связь музыки с живописью и поэзией"  и "О музыке, о времени".  
Все циклы лекций можно найти на YouTube канале «ИВАН СОКОЛОВ. Лекции о классической музыке», а также в социальных сетях ВКонтакте и Telegram в группах, посвященных классической музыке. Аудио версии лекций публикуются в виде подкастов на стриминговых сервисах Apple Podcasts, Яндекс Музыка. 
На сайте Ивана Глебовича: http://ivansokolov1960.com вы можете найти ВСЕ КУРСЫ ЛЕКЦИЙ для просмотра через YouTube или ВК по вашему выбору, а также музыку и НОТНЫЙ АРХИВ композитора. 
Проводит лекции-концерты в музеях и концертных залах: Московской консерватории, Московской филармонии, Третьяковской галереи, Пушкинском музее, музее Скрябина, библиотеке искусств Боголюбова, музее Прокофьева, музее Васнецова и др.
На основании опроса газеты  «Музыкальное обозрение» в 2021 году ему присвоено звание «Просветитель года».

## Творчество
Ноты избранных произведений Ивана Соколова доступны в нотном архиве композитора  Нотный архив пополняется.

### Оперы, сценические произведения
- «Криптофоника» совместно с И. Юсуповой и С. Невраевым на собственное либретто композиторов (1995)
- «Чудо любит пятки греть» («Бедный всадник») на стихи А. Введенского. Для певцов, ансамбля ударных инструментов и фортепиано (2000)

- «Обезьяна и золотой мяч». Детская сказка для фортепиано и ансамбля музыкантов-актёров (2004)

### Для оркестра
- «Короткие послания и размышление о них» (2010)
- «Концерт для фортепиано с оркестром» (2019 г.)

### Камерные ансамбли
- Пять пьес для флейты и фортепиано (1983)
- Десять пьес для флейты и фортепиано (1983)
- «Сон Ата» для флейты и фортепиано (1988)
- «НепьYESа» для фортепиано, скрипки, виолончели и ударных (1989)
- «О» для флейты и фортепиано (1990)
- «Прогулки втроем» для двух фортепиано и флейты (1991)
- «Вслушиваясь в смыслы» для флейты, виолончели, фортепиано и ударных (1992)
- «Лето» для струнного ансамбля. В составе коллективного сочинения «Времена года»: «Весна», Цзо Чжэнь Гуань; «Лето», И. Соколов; «Осень», В. Мартынов; «Зима», А. Бакши (1994)
- «Ноктюрн». Трио № 1 для фортепиано, кларнета и виолончели (1996)
- «Разговоры». Трио № 2 для фортепиано, кларнета и виолончели. Для говорящих музыкантов. (1997)
- «Воспоминание об алгебре» для фортепиано и кларнета (1997)
- 2 пьесы для скрипки и фортепиано (1997)
- «Семь минус один» для солирующего инструмента (1998)
- Трио для фортепиано, скрипки и виолончели (2000)
- Концерт для скрипки, цимбал и струнного оркестра «20‘00»" (2000)
- «Родина» для скрипки и фортепиано (2001)
- Соната для виолончели и фортепиано (2002)
- «Прощальная музыка» для флейты, кларнета, скрипки, виолончели и фортепиано. Перформанс (2004)
- «Шесть напутствий». (Секстет) Для фортепиано, двух скрипок, альта, виолончели и контрабаса. (2004)
- Соната № 1 для скрипки и фортепиано. В 4-х частях (2005)
- Соната для альта и фортепиано. Одночастная (2006)
- Трио для скрипки, альта и виолончели (2009)
- Квартет для скрипки, альта и виолончели и фортепиано (2010)
- Соната для флейты, арфы и альта (2012)
- «Andante» для контрфагота и фортепиано (2016)
- Эскизы 26 пьес для фортепиано (2018)
- 13 постлюдий для альта и фортепиано (2018)
- 12 постлюдий для виолончели и фортепиано (2018)
- Соната № 2 для скрипки и фортепиано (2018)
- Соната для флейты и фортепиано (2020)
- Соната для двух флейт и фортепиано (2020)
- Трио №2 для скрипки, виолончели и фортепиано (2020)
- «В осеннем лесу» для флейты и фортепиано (2000)
- «Светлая память» для альта и фортепиано (2022)
- 8 пьес для струнного квартета (2022)
- Квартет для 2-х скрипок, альта и виолончели с участием голоса (на слова А. Блока) (2022)
- Соната для кларнета и фортепиано (2022)
- Квинтет для фортепиано и струнного квартета (2022)
- Квинтет для кларнета и струнного квартета (2023)

### Музыка для голоса и инструмента
- «Блаженство и безнадежность», 10 романсов на слова Ф. Тютчева (1986)
- «13 и 7» для баритона и фортепиано (1991)
- «Птичка в клетке» для флейты, фортепиано и голоса (один исполнитель) на стихи В. Хлебникова (1997)
- Реквием на смерть пирожного «Мадлен» для голоса, органа и фортепиано на тексты Марселя Пруста (По направлению к Свану), Вадима Захарова и Ивана Соколова (1997). CD 1997. Наталия Пшеничникова (голос) и автор (фортепиано и орган)
- «Вдруг» для скрипки, фортепиано и голоса (один исполнитель) (1998)
- «Далекая дорога», 27 романсов на стихи А. Платонова (1999)
- Романсы на сл. В. Брюсова и А. Фета для голоса и фортепиано (2017)
- Более 150 романсов на стихи русских поэтов (1996—2004)
- «Ты — ликами цветов» кантата для сопрано, флейты, гобоя, кларнета и фортепиано на слова Г. Айги (2020)
- «Радужные бабочки» 50 детских песен для голоса (или хора) и фортепиано (2020)
- «4 стихотворения Тютчева» для голоса и фортепиано (2021)
- «Вчера, о смерти размышления» для голоса и органа (2022)
- «Осень» для голоса и органа на слова Н. Заболоцкого (2022)

### Музыка для хора
- Хоровой концерт «Деревья» на слова Н. Заболоцкого (1998)
- 2 хора на стихи Д. Хармса (1998)
- «Богородице Дево, радуйся» (1999)
- Херувимская (2002)
- «Маргит». Для мужского хора. На текст греческого автора времен Гомера (2007)
- Шесть стихотворений А. Фета (2010)
- «Радужные бабочки» 50 детских песен для голоса (или хора) и фортепиано (2020)

### Музыка для фортепиано
- «Больной кролик» (1969)
- «Волокос» (1988)
- «13 пьес» (1988)
- «Книги на столе» (1989)
- «Корабли в море» для двух фортепиано (1990)
- «В небе» (1992)
- «О жизни» (1992)
- «О Кейдже» (1992)
- «Звуки, буквы, числа» (1992)
- «Мысли о Рахманинове» (1992)
- «Рисуя в одиночестве» (1994)
- «Вечерние птицы» (1999)
- «Летний пейзаж» (2000)
- «О, музыка!» (2004)
- «Евангельские картины» 31 прелюдия, речитатив и эпилог (2012)
- «Воспоминание» для фортепиано в 4 руки (2013)
- Поэма (2014)
- 15 пьес для фортепиано по картинам Дитмара Боннена (2016)
- «Заяц на велосипеде» (2018)
- «Эскизы» 26 пьес для фортепиано (2018)
- «На холодных ветрах» фантазия для фортепиано (2021)
- «Три ноктюрна» для фортепиано (2023)
- «Баллада» для фортепиано (2023)
- «Шесть интермеццо» для фортепиано (2023)
- «Шесть утешений» для фортепиано (2023)
- «Осенняя фантазия» для фортепиано (2023)
- «Баркарола» для фортепиано (2023)
- «16 пейзажей» для фортепиано (2024)
- «Шесть музыкальных моментов» для фортепиано (2024)

### Для солирующих инструментов
- «Звук в житии» для виолончели соло (1993)
- «У стен разрушенного храма» для фагота соло (1993)
- Элегия для альта соло (2001)
- «В лугах. Серенький денек». Для кларнета соло и чтеца (ad libitum)
- «В лугах. Осенний день». Для кларнета соло (2006)

### Для ансамбля ударных
- «С 10 по 30 сентября 1988 года» (1988)
- «Что наша игра? — Жизнь!..» (1990)
- «Игра без начала и конца» (1991)
- «Маленькая гармоническая космограмма» (1991)
- «Музыка к кинофильму». Инструкция для озвучивания немого фильма. (1992)
- «Экспресс-интервью» (1995)
- «Ка — 24 нонпрелюдии» (1995)
- «Марко-космос» I—III (1998)
- «В музее первобытного искусства» (2010)
- «Светлые и печальные мелодии» (2010)
- «Таинственная сага» (2011)
- «Зимние пейзажи» (2015)

### Для квартета
- «Русско-немецкий квартет композиторов» В составе: Алексей Айги, Дитмар Боннен, Иван Соколов, Манфред Нихауз.